# Sachalin
Sachalin (russisch Сахалин [səxɐˈlʲin]; übernommen von mandschurisch ᠰ᠊ᠠᡴᡥᠠᠯᡳᡟᠠ᠊ᠠ
ᡠ᠊ᠯᠠ ᠠ᠊ᠩᡤᠠ
ᡥ᠊ᠠᡩᡩᠠ sahaliyan ula angga hada, „Felsen vor der Mündung des Schwarzen Stromes“, wobei sahaliyan „schwarz“ bedeutet; Ainu kamuy kar put ya mosir, „Insel, die die Götter vor der Flussmündung [des Amur] geschaffen haben“; chinesisch 庫頁島 / 库页岛, Pinyin Kùyè Dǎo; japanisch 樺太島, Karafuto-tō von Ainu kar put) ist die größte Insel der Russischen Föderation sowie die Hauptinsel der Oblast Sachalin. Die Hauptstadt der Oblast ist Juschno-Sachalinsk. Auf der Insel befinden sich die bedeutendsten Erdöl- und Erdgasvorkommen Russlands.

## Geographie
Sachalin liegt im Pazifik (nördlich von Japan) und als Grenzinsel zwischen dem Ochotskischen Meer im Osten und dem Japanischen Meer im Westen. Vom russischen Festland ist Sachalin durch den 7,3 km breiten Tatarensund, von der japanischen Insel Hokkaidō durch die 43 km breite La-Pérouse-Straße getrennt.
Eine Verkehrsverbindung nach Hokkaidō ist vorgeschlagen (Sachalin-Hokkaidō-Tunnel).

## Geschichte

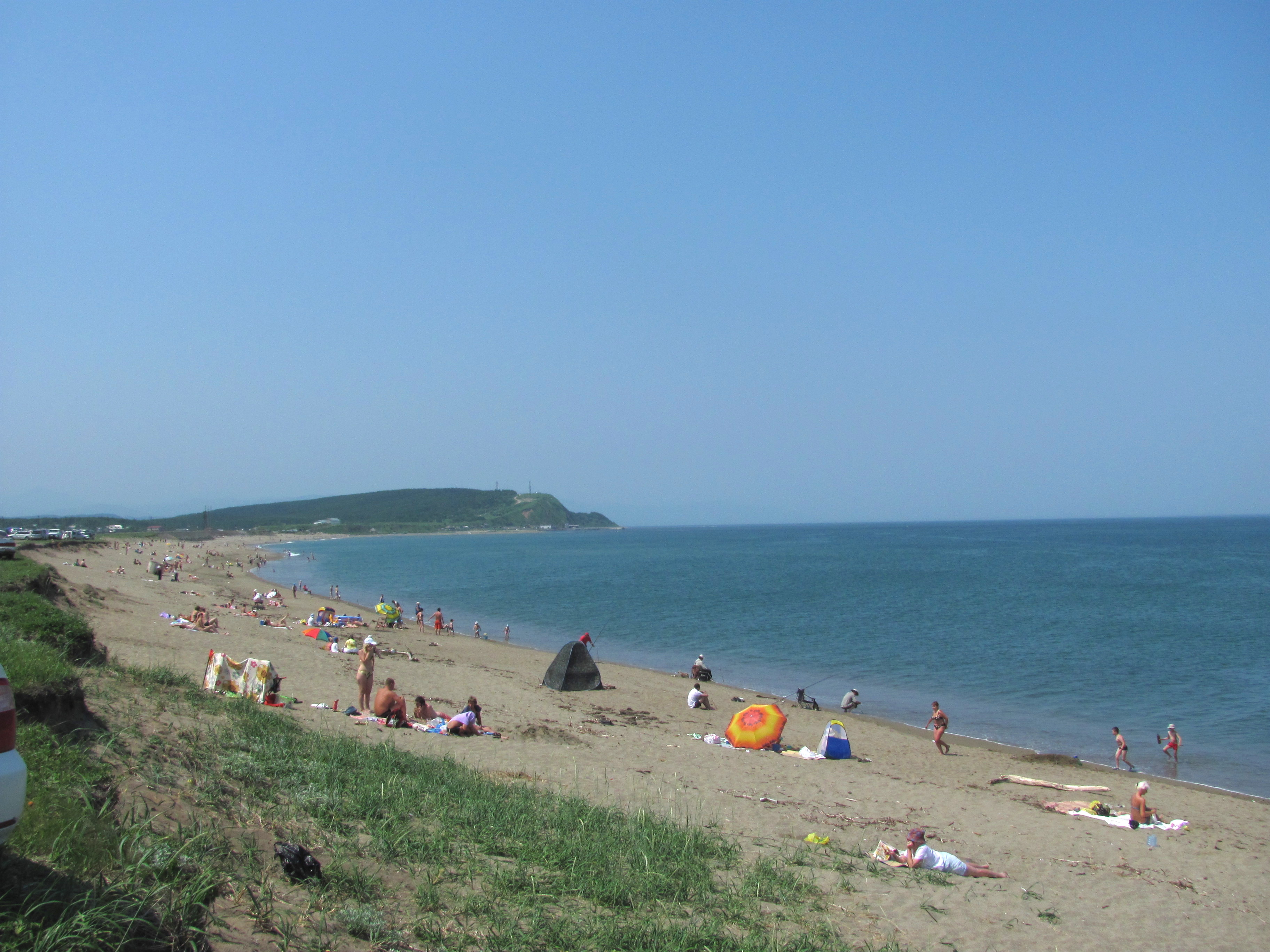
Ochotskisches Meer beim Dorf Ochotskoje, östlich von Juschno-Sachalinsk

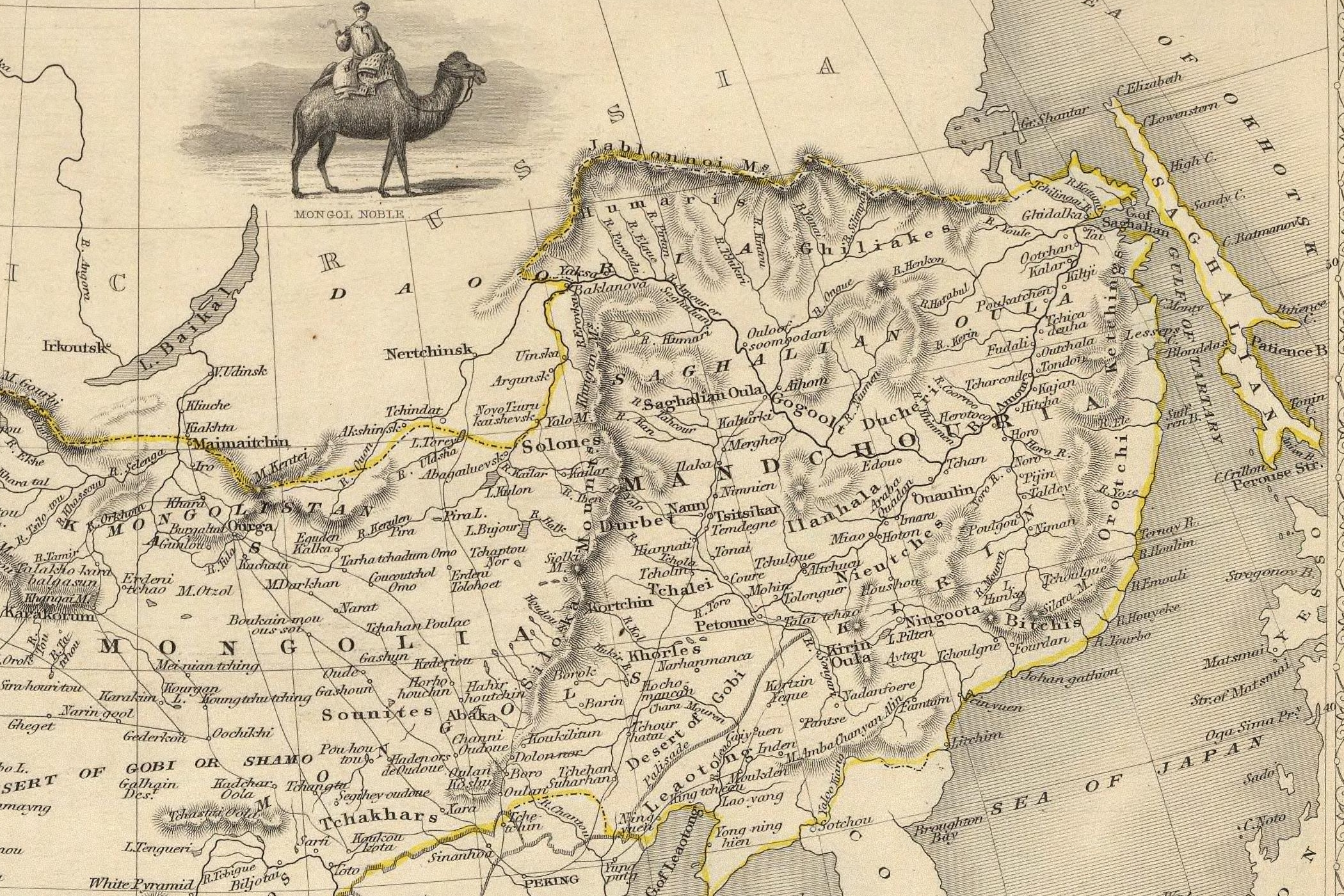
Nördliche Grenzen Chinas vor dem Vertrag von Aigun (Karte von 1851)

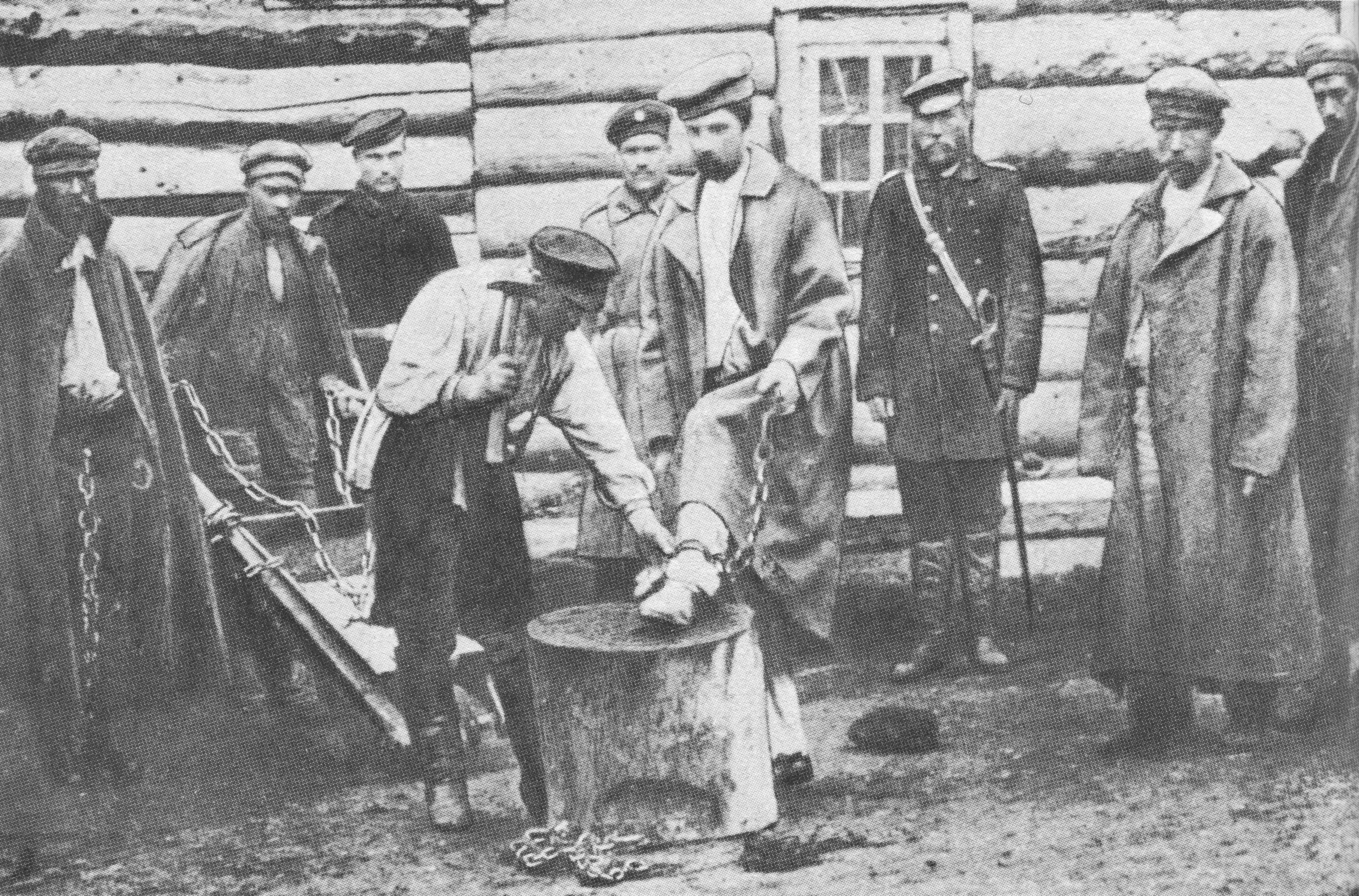
Strafgefangene auf Sachalin (Ende des 19. Jahrhunderts)

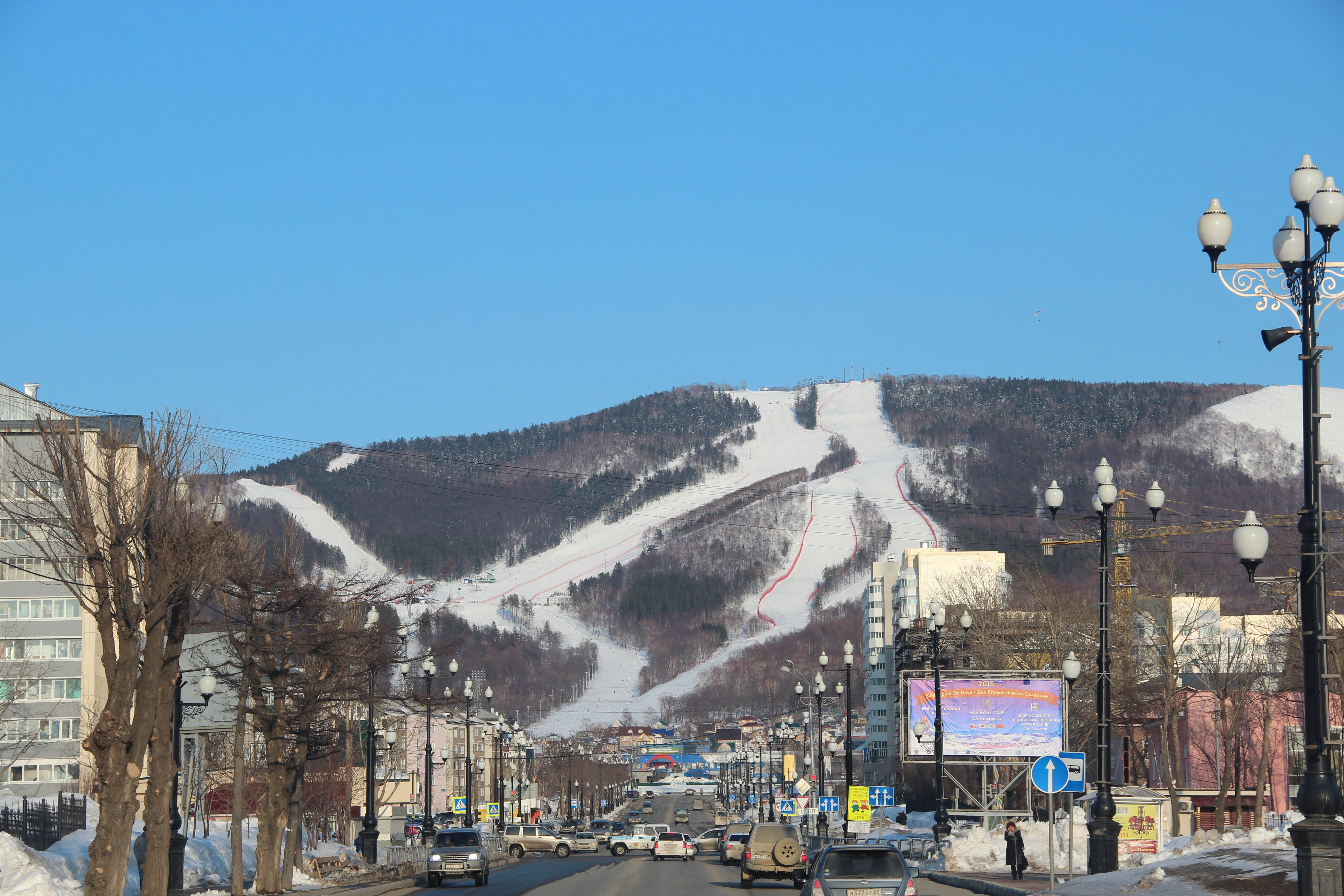
Juschno-Sachalinsk

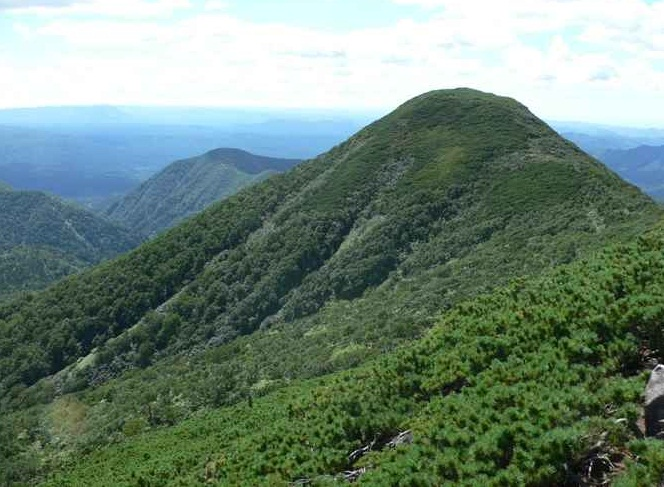
Der Spamberg, einer der höchsten Gipfel Südsachalins (1021 m), benannt nach Martin Spangberg (in verfälschter Schreibweise)

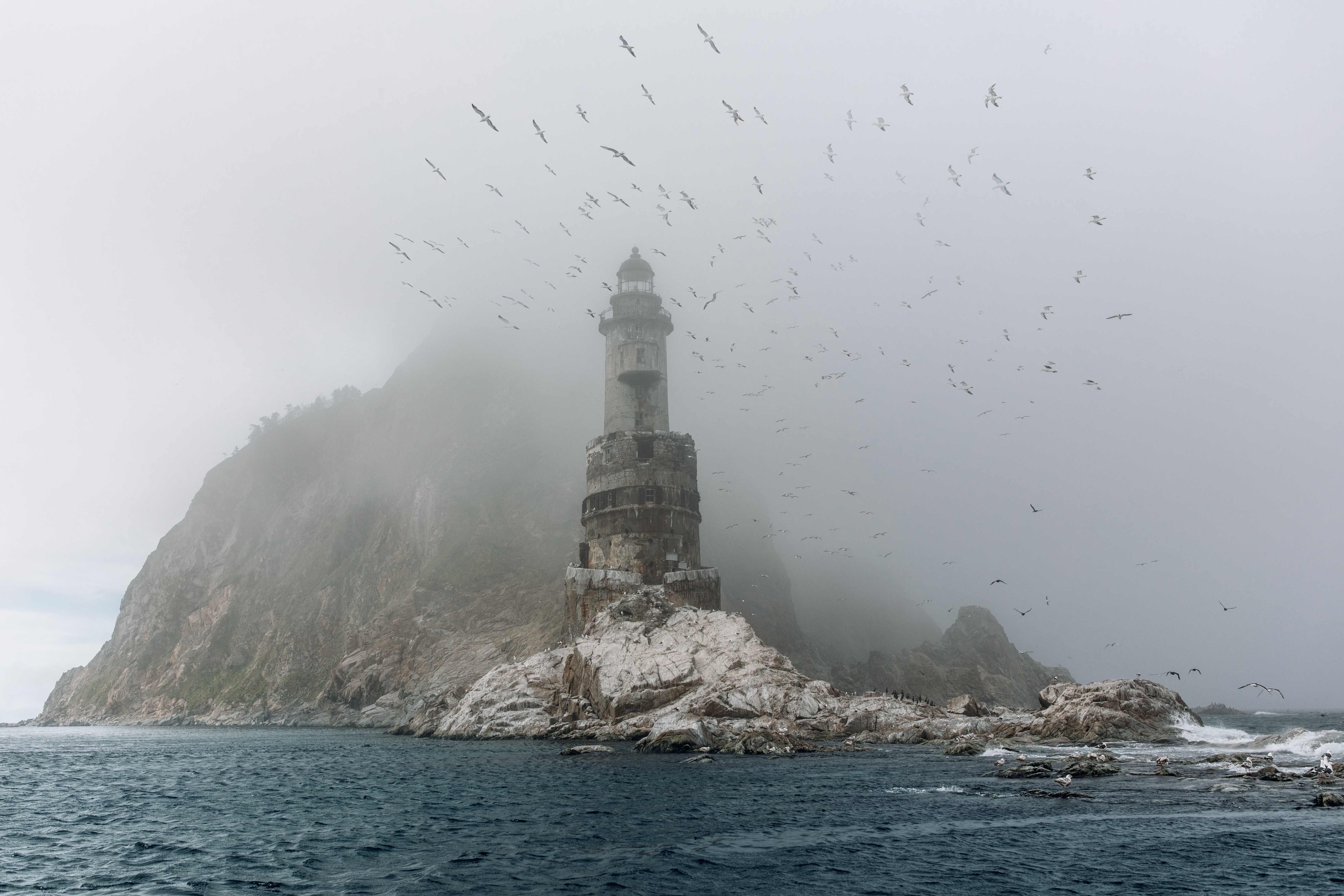
Leuchtturm Aniva 2017

Sachalin war bereits in der Jungsteinzeit besiedelt. Hiervon zeugen Funde von bearbeitetem Flint und bemalten Tongefäßen. Aus der Bronzezeit stammen Spuren von Menschenhand erschaffener Stein- und Erdwälle, in denen Teile von Bronzegefäßen, Messer und Speerspitzen gefunden wurden. Zu den indigenen Volksgruppen, die auf der Insel lebten, zählten im Süden die Ainu, an der Ostküste die Oroken und im Norden die Niwchen.
Die erste schriftliche Erwähnung Sachalins stammt von Song Lian, der um 1370 die Yuan Shi (Geschichte der Yuan-Dynastie) verfasste. Darin ist erwähnt, dass sich ab 1264 die Bewohner der Insel den Mongolen unter Führung von Kublai Khan unterwarfen. Ab 1308 gehörte Sachalin zum Herrschaftsbereich der Yuan-Dynastie. Es gibt Hinweise darauf, dass der Eunuch Yishiha im Dienst der Ming-Dynastie 1413 einen buddhistischen Tempel auf Sachalin errichten ließ. In der Folgezeit standen die Bewohner Sachalins in einem Tributverhältnis mit den verschiedenen chinesischen Kaiserhäusern. Ein Grenzstein der Ming existiert noch heute auf der Insel.
Bis in das 19. Jahrhundert hinein stritten europäische Kartografen und Seefahrer noch darum, ob Sachalin überhaupt eine Insel sei. Im Jahr 1635 gingen Mitglieder der Expedition des japanischen Fürsten von Matsumae im Süden der Insel an Land. Der erste russische „Entdecker“ folgte weniger als ein Jahrzehnt später. Ein Kosakentrupp unter der Führung von Wassili Pojarkow fuhr den Amur hinab bis zu seiner Mündung. Obwohl nicht bewiesen ist, dass Pojarkow je einen Fuß auf die Insel gesetzt hat, gilt er in Russland als Entdecker Sachalins. In den folgenden zwei Jahrhunderten blieb die Präsenz von Japanern und Russen sporadisch. Japanische Fischer aus der Präfektur Hokkaidō errichteten temporäre Biwaks in der Bucht von Aniwa. Sie widmeten sich ausschließlich dem Fang von Heringen, Lachsen, Langusten und der Ernte von Seegras. Die Fischer legten keine Felder an und betrieben keine Viehzucht, sondern brachten alles, was sie zum Leben brauchten, aus ihrer Heimat mit. In den Wintermonaten kehrten sie nach Hokkaidō zurück.
Die russische Präsenz war noch unsteter. Der Vertrag von Nertschinsk (1689) hatte Russland den Zugang zum Amur versperrt, ohne den die Kontrolle über Sachalin für Russland faktisch unmöglich war. Obwohl es Russland mit dem Vertrag von Nertschinsk gelang, sein Vordringen in das Gebiet zwischen Baikalsee und Ergun völkerrechtlich zu legalisieren, bestätigte der Vertrag die Zugehörigkeit des gesamten Amur- und Ussuri-Gebietes sowie der Insel Kùyè Dǎo (russisch: Sachalin) zu China.
Im Jahr 1787 erforschte der französische Geograf Jean-François de La Pérouse Teile der Insel. Aufgrund starker Winde und der Untiefen gelang es ihm nicht, den nördlichen Teil zu umsegeln. Dennoch kartierte er erstmals einen großen Teil der später als Tataren-Straße bezeichneten Meeresenge zwischen dem chinesischen Festland und der Insel. Er bezeichnete das Eiland als „Tchoka“. Diese Bezeichnung wurde eine Zeitlang in einigen französischen Karten verwendet. 1805 erkundete der baltisch-russische Weltumsegler Adam Johann von Krusenstern die nördliche Küste Chinas, betrachtete Sachalin aber wie La Pérouse als Halbinsel.
Zu ersten Zusammenstößen zwischen Russen und Japanern kam es mit Beginn des 19. Jahrhunderts. Alarmiert durch die zunehmende Präsenz europäischer Mächte im Japanischen Meer besetzten japanische Truppen 1806 die Insel, was die russische Regierung nicht akzeptieren wollte. Kurze Zeit später erlosch das Interesse beider Seiten an der Insel wieder. Alaska, der Kaukasus und der Balkan waren für Sankt Petersburg wichtiger als das ferne Sachalin. Auch das japanische Militär zog sich ab 1814 wieder zurück. 1821 gab Japan seine Herrschaftsansprüche über die Insel offiziell auf.
Nachdem Forschungsreisende der Russisch Geographischen Gesellschaft am Amur und Ussuri große Goldvorkommen entdeckt hatten, genehmigte Zar Nikolaus I. weitere Expansionen in der Äußeren Mandschurei. Diese sogenannten Expeditionen standen unter der Leitung von Gennadi Newelskoi, der zwischen 1851 und 1853 am Amur-Delta und auf Sachalin mehrere russische Siedlungen gründen ließ. Anfang 1854 bevollmächtigte die russische Regierung den Generalgouverneur von Irkutsk, Nikolai Murawjow, Verhandlungen mit China über den Grenzverlauf in der Mandschurei zu führen sowie große Truppenkontingente an der Amurmündung zu stationieren. Militärisch unterstützte Murawjow zwischen 1854 und 1858 Newelskoi bei der Errichtung neuer Siedlungen. Erste Kämpfe zwischen Chinesen und Russen fanden im Mai 1854 statt. Das russische Militär fuhr auf 77 Kriegsschiffen flussabwärts zur Amurmündung und besetzte große Teile der Äußeren Mandschurei, inklusive der Insel Sachalin.
Angesichts der konkurrierenden Ansprüche hatte Japan bereits 1845 erneut die Souveränität über die Kurilen und Sachalin beansprucht. Am 7. Februar 1855 unterzeichneten Russland und Japan den Vertrag von Shimoda. Ohne das chinesische Kaiserhaus zu involvieren, wurde darin Sachalin als gemeinsamer Besitz deklariert. Konkret räumte dieser Handels-, Schifffahrts- und Grenzziehungsvertrag beiden Seiten das gleiche Recht ein, über Sachalin zu verfügen, ließ den zukünftigen Status der Insel aber offen. Mit dem Vertrag von Aigun (1858) und der Pekinger Konvention (1860) erzwang Russland von China die Abtretung der Äußeren Mandschurei. Damit verlor das chinesische Kaiserhaus alle Ansprüche auf die Gebiete nördlich des Amur und östlich des Ussuri, einschließlich Sachalin. Für das russische und japanische Geschichtsbild Sachalins spielte die chinesische Vergangenheit fortan faktisch keine Rolle mehr.
In der Folge erhob Japan erneut Ansprüche auf die Insel und bot Russland den Kauf Sachalins an. Die russische Regierung lehnte das Angebot ab. Zudem fehlten der Meiji-Regierung sowohl die Geschlossenheit wie die militärischen Mittel, um ihre Interessen auf Sachalin durchzusetzen. Gleichzeitig richtete sich der Blick Japans auf das klimatisch günstigere Formosa (Taiwan), das China nach dem verlorenen chinesisch-japanischen Krieg nebst der Pescadoren an das japanische Kaiserreich abtreten musste. 1875 einigten sich Russland und Japan im Vertrag von Sankt Petersburg: Sachalin fiel an Russland, Japan erhielt im Gegenzug die Souveränität über sämtliche Kurilen. Russland gewährte zudem weitgehende Zugeständnisse. Auf Sachalin erhielt Japan unter anderem das Recht auf Öffnung eines Konsulats in Korsakow, eine befristete Zollfreiheit und Konzessionen für den Fischfang. Ansässige Japaner durften auf der Insel verbleiben und ihre Nationalität beibehalten.
Auf der Insel entstand zu dieser Zeit eine der größten Strafkolonien im Russischen Reich, über die Anton Tschechow ausführlich in seinem 1895 als Buch veröffentlichten Reisebericht Die Insel Sachalin berichtete. Das Buch erschien in Deutschland 1931 unter dem Titel Russlands Schreckensinsel.
Während des Russisch-Japanischen Krieges von 1904 bis 1905 besetzten die Japaner Teile der Insel. Die hier stationierten russischen Truppen, unter anderem 50 Offiziere und 3200 Mann, ergaben sich am 31. Juli 1905 den Japanern. Als Folge des von Russland verlorenen Krieges schlossen beide Staaten im Herbst 1905 den Vertrag von Portsmouth. Zwischen 1905 und 1945 stand danach das Gebiet südlich des 50. Breitengrades unter japanischer Herrschaft, und Toyohara wurde Verwaltungszentrum von Südsachalin, der Präfektur Karafuto. Im Rahmen der imperialistischen sibirischen Intervention nutzte Japan die Schwäche der noch jungen Sowjetmacht, um zwischen 1921 und 1925 auch den Norden Sachalins zu besetzen.
Im Zweiten Weltkrieg bauten die Japaner die bis jetzt vorhandene Infrastruktur im Süden der Insel aus. Bis 2019 fuhr die Eisenbahn auf der schmaleren japanischen Spurweite von 1067 mm (Kapspur). Erst 2003 wurde mit der Umspurung auf russische Breitspur begonnen. Die Arbeiten sollen 2020 komplett abgeschlossen werden. Am 8. August 1945 erklärte die Sowjetunion Japan den Krieg (siehe auch Japanisch-Sowjetischer Neutralitätspakt). Obwohl die japanische Armee schon am 15. August 1945 vor den Alliierten kapitulierte, wurden Kapitulationsverhandlungen mit den sowjetischen Truppen erst am 19. August aufgenommen. Schließlich besetzte die Sowjetunion die ganze Insel und die Kurilen bis zum 5. September. In den Kämpfen um die Besetzung Südsachalins und der Kurilen waren über 8000 sowjetische Soldaten gefallen. Die Japaner, die 93 % der Bevölkerung Südsachalins bildeten, wurden vertrieben.
Von August 1948 bis November 1954 bestand in Ocha im Nordteil der Insel ein Gefangenenlager mit bis zu 15.900 Personen, die unter anderem auch beim Bau von erdölverarbeitenden Betrieben und Pipelines eingesetzt wurden, von Mai 1950 bis April 1953 ein weiteres mit bis zu 14.200 Inhaftierten bei Tymowskoje im Zentralteil der Insel.
Aufgrund des Friedensvertrages von San Francisco verzichtete Japan am 8. September 1951 (in Kraft ab dem 28. April 1952) auf die Souveränität über Sachalin und einen großen Teil der Kurilen. Der Vertrag legte aber den Teil der Kurilen, für den Japan auf die Souveränität verzichtet hatte, nicht explizit fest. Zudem unterzeichnete die Sowjetunion den Vertrag nicht. Am 1. September 1983 schossen sowjetische Abfangjäger wegen Verletzung des Luftraumes westlich der Insel Sachalin eine zivile Boeing 747 der Korean Air Lines (KAL 007) ab, wobei alle 269 Passagiere und Besatzungsmitglieder zu Tode kamen. Dieses Ereignis hatte erhebliche politische Folgen in der Spätphase des Kalten Krieges.
Bis 1991 war die Insel militärisches Sperrgebiet und nur mit spezieller Genehmigung zu betreten. Das Fotografieren von Flughäfen und anderen als militärisch deklarierten Objekten ist wie überall in Russland untersagt. Am 28. Mai 1995 erschütterte ein Erdbeben der Stärke 7,5 die Siedlung städtischen Typs Neftegorsk, dabei starben etwa 2000 der 3500 Bewohner. Die Siedlung wurde nicht wieder aufgebaut, an ihrer Stelle entstand eine Gedenkstätte.
Die Idee einer Bahnstrecke Selichino–Sachalin, die durch einen Tunnel führen soll, wurde 2008 von Dmitri Medwedew während seiner Präsidentschaft wieder aufgeworfen.

## Wirtschaft

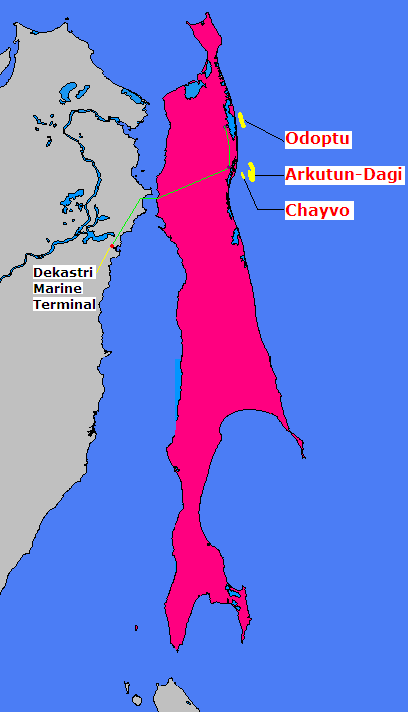
Förderfeld Sachalin I

Bei der Insel Sachalin liegen die größten bekannten Erdöl- und Erdgasvorkommen Russlands. Im Küstengebiet östlich der Insel werden mindestens 700 Millionen t Erdöl und 2500 Mrd. m³ Erdgas auf einer Fläche von 20.000 km² vermutet, ähnlich große Reserven wie in der Nordsee. Diese sollen in insgesamt sechs Projekten gefördert werden.
Seit 2001 werden im Projekt Sachalin I Erdöl und Erdgas gewonnen. Es folgte eine Flüssigerdgas-Anlage Sachalin II im Süden der Insel sowie Sachalin III. Die Rohstoffe werden durch eine Pipeline auf das russische Festland über Chabarowsk bis nach Wladiwostok transportiert. Eine weitere Pipeline führt auf die japanische Insel Hokkaido.
2004 wurde mit Japan ein Vertrag über die Lieferung von 1,5 Mio. t Flüssigerdgas abgeschlossen. Die Umwelt im Norden Sachalins ist stark durch die Erdölgewinnung geschädigt.
Neben der Öl- und Gasförderung spielt auch der Kohlebergbau auf Sachalin eine für die örtliche Wirtschaft tragende Rolle.

## Verkehr
Aus japanischer Zeit bestand ein Eisenbahnnetz in der in Japan üblichen Kapspur, das in sowjetischer Zeit weiter ausgebaut wurde. Zwischen 2003 und 2020 wurde das inzwischen etwa 800 km lange Streckennetz der Insel auf die in Russland übliche Spurweite von 1520 mm umgespurt. Das geschah bei laufendem Betrieb mit Dreischienengleisen. Schon am 18. Juli 2019 erreichte auf der umgespurten Strecke von Juschno-Sachalinsk der erste Fernzug Nogliki. Der Umbau wurde im September 2020 abgeschlossen. Der letzte Schmalspurzug – ein Nahverkehrszug – verkehrte am 30. September 2020. Seine Lokomotive wurde dem Museum für Eisenbahntechnik Nowosibirsk übergeben.